# Estación de El Barrial-Centro Comercial-Pozuelo
El Barrial-Centro Comercial-Pozuelo o simplemente El Barrial C. C. es una estación ferroviaria española situada en Madrid en el barrio de El Plantío, muy cerca del límite con Pozuelo de Alarcón. Forma parte de las líneas C-7 y  C-10 de Cercanías Madrid.

## Situación ferroviaria
La estación se encuentra en el punto kilométrico 10,7 de la línea férrea de ancho ibérico que une Madrid Atocha Cercanías con Pinar de Las Rozas a 723,38 metros de altitud. El tramo es de vía doble y está electrificado. Históricamente este tramo de la red iba unido a la línea Madrid-Hendaya hasta que se cambió la cabecera de Príncipe Pío a Madrid-Chamartín. Desde el año 2018 debido a las obras de la estación de Chamartín, el tráfico de Media Distancia regresó a partir desde Príncipe Pío.

## Historia
La estación se abrió al público el 23 de diciembre de 1994, a una distancia aproximada de 3 km del antiguo apartadero de El Plantío-Majadahonda desmantelado en 1989. La estación fue inaugurada con el nombre de «El Barrial», que se cambió por el actual añadiendo «Centro Comercial-Pozuelo» tras la apertura del centro Hipercor de Pozuelo de Alarcón, que se encuentra frente al aparcamiento de la estación.

## Servicios ferroviarios

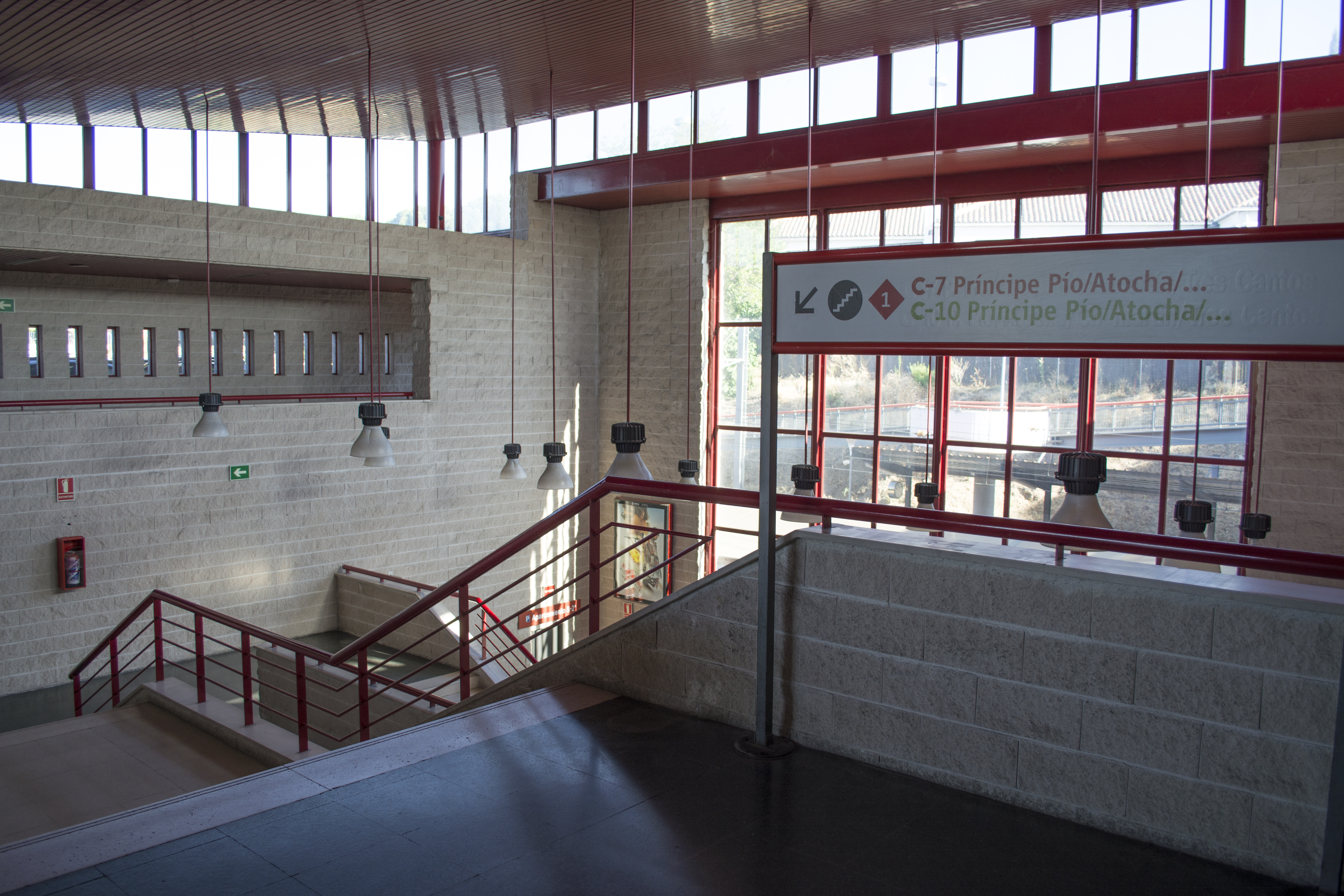
Vestíbulo de la estación

### Cercanías
| procedencia/destino | < estación | Línea | estación >  | destino/procedencia |
| ------------------- | ---------- | ----- | ----------- | ------------------- |
| Príncipe Pío        | Pozuelo    |       | Majadahonda | Alcalá de Henares   |
| Chamartín           | Pozuelo    |       | Majadahonda | Villalba            |

Su tarifa corresponde a la zona B1 según el Consorcio Regional de Transportes, a pesar de estar ubicada en el término municipal de Madrid y contar con las líneas de autobús urbano 162 y 163 de la EMT con tarifa A. La razón de ello se debe fundamentalmente a que las estaciones contiguas de Pozuelo de Alarcón y Majadahonda, son zonas B1 y B2 respectivamente y por ello el Consorcio optó por dotar a esta estación también de zona B1 puesto que Renfe sanciona el uso de abonos zona A fuera de sus límites y para acceder a esta estación mediante Cercanías es necesario pasar primeramente por la de Pozuelo que es zona B1. Sin embargo la línea 162 de la EMT no excede en ningún momento los límites municipales de Madrid.

## Conexiones

### Autobuses
| Diurnos |                     |                            |
| Línea   | Destino             | Parada                     |
| 162     | Moncloa             | 3798 EL BARRIAL (Cabecera) |
| 163     | Estación de Aravaca | 17 RAFAEL BOTÍ-ARCHANDA    |
| 163     | El Plantío          | 50022 RAFAEL BOTÍ-ARCHANDA |

| Diurnos |                                                                       |                                             |                           |
| Línea   | Destino                                                               | Parada                                      | Operador                  |
| 563     | Madrid (Aluche)                                                       | 10006 Cº Cerro de los Gamos-Est. El Barrial | Avanza Movilidad Integral |
| 565     | Boadilla del Monte (Puerta de Boadilla)                               | 10006 Cº Cerro de los Gamos-Est. El Barrial | Avanza Movilidad Integral |
| 650A    | Circular Pozuelo - Hospital Puerta del Hierro - Majadahonda - Pozuelo | 10006 Cº Cerro de los Gamos-Est. El Barrial | Avanza Movilidad Integral |
| 650B    | Circular Pozuelo - Majadahonda - Hospital Puerta del Hierro - Pozuelo | 10006 Cº Cerro de los Gamos-Est. El Barrial | Avanza Movilidad Integral |